# Порог между мирами
«Порог между мирами» (англ. The Crack in Space) — научно-фантастический роман американского писателя Филипа Дика, опубликованный в 1966 году. В Великобритании был опубликован под названием оригинальной новеллы, «Cantata 140», опубликованной в июльском выпуске журнала Fantasy & Science Fiction за 1964 год. Действие происходит в 2080 году.

## Описание сюжета
На Земле будущего (около 2080 года н. э.), испытывающей серьёзные трудности, связанные с перенаселением, обнаружен портал, ведущий в параллельный мир. Джим Брискин, проводящий кампанию за то, чтобы стать первым чернокожим президентом Соединенных Штатов, считает, что новая «альтер-Земля» может быть колонизирована и стать домом для семидесяти миллионов человек, которые содержатся в криоконсервации. Спящие люди — в основном латиноамериканцы, которые решили «усыпиться» до тех пор, пока проблема перенаселения не будет решена.
Брискин-социальный консерватор, который не поддерживает орбитальный бордель «Золотые двери блаженства» и выступает против широкого доступа к абортам. Есть две доминирующие политические партии США, «Республиканские либералы» и «Консервативные демократы за права штатов», которые РАБОТАЮТ ЧИСТО, расистская группа, которая выступает против кандидатуры Брискина, хотя белые американские избиратели с более высоким доходом поддерживают его. Терраформирование становится ключевой проблемой выборов, пока неисправность варп-двигателя в трубе «скутлера» (летающая машина на несколько человек) не приведет к открытию явно необитаемого альтернативного мира, «альтер-Земли», где Homo sapiens либо никогда не эволюционировали, либо проиграли в конкуренции с другими ранними гоминидами. В этом случае точка расхождения, по-видимому, произошла между одним и двумя миллионами лет назад, поскольку Homo erectus, также известный как синантроп, питекантроп или пекинский человек, является доминирующим видом. В связи с последним обозначением исследователи называют коренных гоминидов этого мира «пекинесами».
Предпринимается поспешная первоначальная попытка колонизации. Минимальный период времени, необходимый для того, чтобы все десятки миллионов «нагрудников» эмигрировали, оценивается в двадцать лет. Чтобы сократить этот срок до 5 лет, разлом временно закрыт, чтобы можно было установить новый источник питания, который теоретически увеличит ширину разлома в четыре раза. Однако, когда это действие завершено, обнаруживается, что в параллельном мире прошло сто лет. За это время сиамский бизнесмен-близнец Джордж Уолт, который управлял борделем «Золотые двери Блисса», эмигрировал в параллельный мир во время первоначальной колонизации и провозгласил себя «богом ветра». Он провел эти сто лет, обучая и восполняя технологические пробелы в мире пекинеса, а также изучая у них множество новых идей. Он также, по-видимому, помогал саботировать усилия по колонизации, поскольку это было бы не совсем в его собственных интересах, если бы просочились слухи о том, что он был просто мутировавшим Homo sapiens.
Однако после того, как все отнимающие десятилетия приготовления были завершены, Джордж Уолт в конце концов расставляет ловушку, чтобы всякий раз, когда разлом в конце концов снова откроется, «пекины» могли привести его в действие со своей стороны и не дать ему закрыться.
Эта процедура позволяет пекинесам начать вторжение на Землю, но они внезапно массово уходят, когда, наконец, выясняется, как первоначально опасался Джордж Уолт, что их бог ветра на самом деле просто ещё один лживый, обманчивый, ненадежный представитель вида Homo sapiens. Таким образом, попытка колонизации с Земли прекращается, и Джим Брискин, будучи избранным, остается в конце истории, чтобы разобраться с последствиями в течение следующих двух президентских сроков.